# Krasnobrodski
Krasnobrodski (russisch Краснобро́дский) ist eine Siedlung städtischen Typs in der Oblast Kemerowo (Russland) mit 11.919 Einwohnern (Stand 14. Oktober 2010).

## Geographie
Die Siedlung liegt am Westrand des Kusnezker Beckens (Kusbass), knapp 140 km Luftlinie südlich der Oblasthauptstadt Kemerowo am Oberlauf des Kriwoi Uskat, eines der Quellflüsse des in den Tom mündenden Uskat. Die Großstadt Kisseljowsk liegt 20 km südöstlich, Nowokusnezk gut 60 km.
Krasnobrodski bildet einen der Oblastverwaltung administrativ direkt unterstellten Stadtkreis, zu dem auch noch die Siedlungen Artyschta (früher städtischen Typs) und bei der Bahnstation Dubrowo mit zusammen 3441 Einwohnern gehören. Die Gesamteinwohnerzahl beträgt somit 15.339 (2009).

## Geschichte
Ein Dorf namens Kamenny Brod („Steinerne Furt“) an Stelle der heutigen Siedlung ist seit den 1820er-Jahren bekannt. 1931 wurde es mit ideologischem Hintergrund in Krasny Brod („Rote Furt“) umbenannt.
1947 wurde beim Dorf mit der Erschließung des ersten Tagebaus des Kusbass begonnen; die Steinkohleförderung begann 1948. Eine Bergarbeitersiedlung entstand, die 1953 unter dem heutigen Namen den Status einer Siedlung städtischen Typs erhielt und administrativ der 30 km nordwestlich gelegenen Stadt Belowo unterstellt wurde.
Im Rahmen der Verwaltungsreform in Russland wurde Krasnobrodski 2006 in einen eigenständigen Stadtkreis ausgegliedert.

### Bevölkerungsentwicklung
| Jahr | Einwohner |
| ---- | --------- |
| 1959 | 11.658    |
| 1970 | 11.710    |
| 1979 | 11.770    |
| 1989 | 12.663    |
| 2002 | 11.859    |
| 2010 | 11.919    |

Anmerkung: Volkszählungsdaten

## Wirtschaft und Infrastruktur
Hauptwirtschaftsfaktor ist die Steinkohleförderung im sich nördlich und östlich der Siedlung erstreckenden Tagebau Krasnobrodski (seit 1991 mit dem Tagebau Nowosergejewski vereinigt), der heute von der AG (OAO) Kusbassrasresugol betrieben wird. 2008 wurden gut 6,5 Millionen Tonnen Kohle gefördert, womit der Tagebau der drittgrößte des Unternehmens ist. Daneben gibt es Betriebe der Bau- und Baumaterialienwirtschaft (Schotter).
Die nächstgelegene Bahnstation ist Trudarmeiskaja etwa 5 km südwestlich. Das gut 10 km westlich gelegene, zum Stadtkreis gehörende Artyschta ist ein bedeutender Eisenbahnknotenpunkt mit der großen Station Artyschta-2 sowie den kleineren Artyschta-1 und Kusbass. Hier vereinigt sich die 1933 fertiggestellte Strecke Nowosibirsk – Nowokusnezk mit dem zwischen 1946 und 1951 errichteten Westabschnitt der „Südsibirischen Eisenbahn“ von Barnaul (Altaiskaja). Nach Osten zweigt eine in den 1980er-Jahren fertiggestellte Alternativstrecke nach Nowokusnezk ab, die das Ballungsgebiet um Kisseljowsk und Prokopjewsk umgeht und den südlichen Ostteil des Kusbass erschließt. Alle Strecken sind elektrifiziert.
Die abschnittsweise autobahnähnlich ausgebaute und neu trassierte Regionalstraße Kemerowo – Leninsk-Kusnezki – Nowokusnezk führt östlich an Krasnobrodski vorbei.